# Rue Pasteur (Asnières-sur-Seine)
Pour les articles homonymes, voir Rue Pasteur.
La rue Pasteur est une voie de communication située à Asnières-sur-Seine.

## Situation et accès
Cette rue fait partie de l'urbanisation mise en œuvre autour de 1860 sur les terrains de la compagnie des chemins de fer de l’Ouest.

## Origine du nom
Le nom de cette rue a été donné en hommage au scientifique Louis Pasteur.

## Bâtiments remarquables et lieux de mémoire
- Gare d'Asnières-sur-Seine, ouverte en 1838, et qui est desservie par la ligne Paris - Saint-Germain-en-Laye.